# Сентянівка
Сентянівка (у 1938—2016 роках — Фрунзе) — селище в Україні, у Кадіївській міській громаді Алчевського району Луганської області. Населення становить 3321 особу. Орган місцевого самоврядування — Сентянівська селищна рада.
Знаходиться на тимчасово окупованій території України.
Відповідно до Розпорядження Кабінету Міністрів України від 12 червня 2020 року № 717-р «Про визначення адміністративних центрів та затвердження територій територіальних громад Луганської області» увійшло до складу Кадіївської міської громади.

## Географія
Селище розташоване на річці Лугань, у яку впадає Балка Калинівська. Сусідні населені пункти: селище Донецький і села Жолобок на північному заході, Дачне і селище Голубівське (обидва вище за течією Лугані) на заході, село Весняне, селище Тавричанське і місто Голубівка (останнє також вище за течією Лугані) на південному заході, села Червоний Лиман на півдні, Петровеньки, Пахалівка, Хороше (всі три нижче за течією Лугані) на південному сході, Сміле на сході.

## Історія
Село Сентянівка виникло у 1760-х—1780-х роках XVIII століття, коли на землях офіцера у відставці Сентяніна були засновані села Сентянівка, Красногорівка і Новоселівка. На базі цих сіл, а також Таїсівки та декількох хуторів, у 1930 році створено селище Фрунзе. Під час Голодомору 1932—1933 років Сентянівку занесли до «чорних дошок».
Селище було утворене у 1930 році на базі сіл Сентянівка, Красногорівка, Новоселівка, Таїсівки та декількох хуторів.
Указом Президії Верховної Ради Української РСР від 10 серпня 1949 року центр Слов'яносербського району Ворошиловградської області перенесено з села Слов'яносербськ до селища міського типу Фрунзе з перейменуванням Слов'яносербського району у Фрунзівський район. Пізніше, у 1966 році Фрунзенський район знову став Слов'яносербським, а центром району стало смт Слов'яносербськ.
У травні 2016 року смт Фрунзе у результаті друкарської помилки помилково перейменоване Верховною Радою України замість Сентянівки на Сентяківку, а вже у липні 2016 року селищу повернено історичну назву.

### Війна на сході України
Сентянівка з 2014 року потрапила у зону бойових дій російсько-української війни.
19 жовтня 2014 року о 10:10 ранку в ході бою на «Бахмутці» в районі 32-го блокпосту між селищами Сміле та Фрунзе загинув Віктор Гурняк, український вікіпедист, один з бійців батальйону «Айдар». Віктор під обстрілом вивозив поранених, коли в його машину влучив мінометний снаряд.

## Населення

### Мова
Розподіл населення за рідною мовою за даними перепису 2001 року:
| Мова            | Кількість | Відсоток |
| --------------- | --------- | -------- |
| українська      | 2292      | 61.09%   |
| російська       | 1421      | 37.87%   |
| ромська         | 31        | 0.83%    |
| білоруська      | 3         | 0.08%    |
| вірменська      | 2         | 0.05%    |
| угорська        | 1         | 0.03%    |
| інші/не вказали | 2         | 0.05%    |
| Усього          | 3752      | 100%     |

За даними перепису 2001 року населення селища становило 3752 особи, з них 61,09 % зазначили рідною українську мову, 37,87 % — російську, а 1,04 % — іншу.

## Транспорт
У селищі розташована однойменна залізнична станція та пролягає автошлях Т 1317 Кадіївка — Голубівка — Сентянівка.